# مصطفى ملكيان
مصطفى ملكيان (من مواليد 1 يونيو 1956 في شهرضا)، فيلسوف ومفكر ومترجم ومحرر إيراني بارز، يعمل على مشروع يسمى العقلانية والروحانية. أهم كتبه عن الروحانيات والحكمة هو «الطريق إلى الحرية». كان مالكيان سابقًا أستاذًا للفلسفة في جامعة طهران وجامعة تربية مدرس.

## حياته
ولد مصطفى مالكيان في 3 يونيو 1956 في مدينة شهرضا في محافظة أصفهان، حاصل على دبلوم رياضيات من طهران.

### التعليم في مدينة قم
خلال إقامته في قم، كان له نشاط علمي مستمر مع مؤسسات مختلفة مثل: مؤسسة الإمام الصادق وباقر العلوم ومؤسسة الخميني (مؤسسة أصولية متشددة أسسها مصباح يزدي منظر التطرف الديني الإيراني في العقدين الأخيرين)، لقد واصل التعليم التقليدي في الحوزة العلمية في قم وبعد عشرين عامًا من اكتساب التعليم في أعلى مراحله المعهودة في الحوزة نفسها واجتياز دورات علمية معينة، قرر عام 1998م تركها والبحث عن شيء أعمق مما كان عليه.

### الجامعة
بدأ دراسته الجامعية في «الهندسة الميكانيكية» عام 1973م، اعتقل في العام نفسه. أدى الاعتقال إلى حرمانه من مواصلة دراسته الجامعية، لكنه عاد إلى التعليم في ثورة الخميني عام 1979 وهاجر إلى حوزة قم العلمية لمواصلة تعليمه؛ منذ عام 2009م اقتصرت أنشطته التدريسية في المؤسسات الخاصة مثل مؤسسة النافذة (پنجره).

## الاتجاهات الفكرية

### الحضارة والثقافة الإيرانية
يقول مصطفى ملكيان من منطلق الالتزام بالحقيقة وإماطة الوهم عنها في المجال الحضاري والثقافي:
من أعظم الأكاذيب التي افتريناها على التاريخ هي أننا قلنا: لدينا ثقافة وحضارة عظيمة. يا أعزتي، دعوى امتلاك ثقافة وحضارة ما يلزمه الإثبات. إذا لم يكن لليونانيين مؤلف واحد لأفلاطون أو لأرسطو أو لم يكن ثمة شيء اسمه بانثيون إن لم تكن لليونان آثار حضارية معمارية عظيمة! لم ينطق هذا الشعب بمفخرته الثقافية والحضارية العظيمة. رجاء، قليلا من الإنصاف يا شعب إيران. هناك حاجة إلى دليل وبرهان فيما نقوله؟ بصراحة ما يرى في إيران ما عدا الآثار العمرانية القديمة والتي قال المؤرخون كافة إنها بنيت لنا بهندسة وأيادي رومانية كـ برسيبوليس (عرش جمشيد - تخت جمشيد)؛ إذ قال المؤرخون أيضا: إن الأخمينيين جلبوا ثلة من المهندسين والمعماريين الرومان لبناءها - إذا غضينا النظر عن هذا مهما يكن - أرني عملا فلسفيا أو دينيا واحدا؟ أروني آثرا فنيا أو عرفانيا كذلك؟
ويقول الفيلسوف مصطفى ملكيان في نقده للحكومة الإسلامية أو الحكم الديني، الجمهورية الإسلامية الإيرانية، الجانب الأهم فی في الحكومة الدينية وفقا لملكیان هی يجب أن تكون الافتراضات الدينية التي يراد لها الكينونة في حياتهم الاجتماعية يتطلب وجودها التوافق مع تفسيرهم الفرضي من الدين لا أن تفرض على الشعب افتراضات من قبل الحكّام. يمثل ملكيان لذلك قائلا: 
لو سأل القادةُ متديني الشعب في أثناء الثورة الدينية عما إذا كانوا يريدون عدالة علي بن أبي طالب أم لا؟ ويجيب الشعب: نعم؛ إلا أنه في وقت لاحق شوهد من الناحية العملية أن صناع القرار ساروا على ما يتعارض مع ما فهمه غالبية الناس [والمتدينيون] من عدالة علي ابن أبي طالب؛ فإن تلك الحكومة ليست بشرعية!

## أعمال فكرية
أهم مؤلفات مصطفى ملكيان هي:
- كتاب مقالاتی در اخلاق‌ شناسی، بالفارسية.
- وكتاب مشتاقی ومهجوری: گفتگو در باب فرهنگ وسیاست، بالفارسية.
- وكتاب حدیث آرزومندی، بالفارسية.